# Островок (Ленинградская область)
Островок — деревня в Горском сельском поселении Тихвинского района Ленинградской области.

## История
Усадище Остров упоминается в переписи 1710 года в Егорьевском Пашекожельском погосте Нагорной половины Обонежской пятины.
Деревни Большие Островки и Малые Островки упоминаются на «Специальной карте западной части России» Ф. Ф. Шуберта 1844 года.

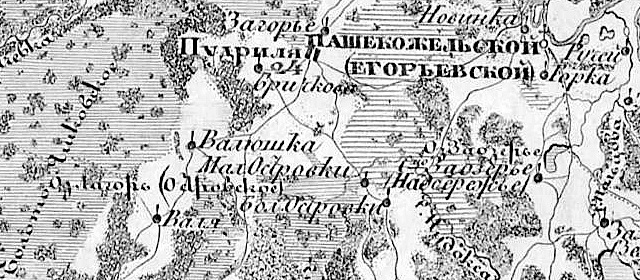
Деревни Большие и Малые Островки на семитопографической карте Новгородской губернии 1847 года

ОСТРОВ (БОЛЬШОЙ-ОСТРОВ, ОСТРОВОК) — деревня Пудрольского общества, Пашекожельского прихода. 

Крестьянских дворов — 19. Строений — 45, в том числе жилых — 53.

Число жителей по семейным спискам 1879 г.: 59 м. п., 55 ж. п.; по приходским сведениям 1879 г.: 49 м. п., 43 ж. п.

МАЛЫЙ ОСТРОВ (ОСТРОВОК) — деревня Пудрольского общества, Пашекожельского прихода. 

Крестьянских дворов — 8. Строений — 18, в том числе жилых — 12.

Число жителей по семейным спискам 1879 г.: 19 м. п., 20 ж. п.; по приходским сведениям 1879 г.: 20 м. п., 21 ж. п.

В конце XIX века деревня относилась к Новинской волости 2-го стана, в начале XX века — к Новинской волости 1-го земского участка 1-го стана Тихвинского уезда Новгородской губернии.
В начале XX века близ деревни Большой Островок в лесу находились 3 сопки высотой до 3 аршин, обложенные камнями.

БОЛЬШОЙ ОСТРОВОК — деревня Пудрольского общества, дворов — 30, жилых домов — 43, число жителей: 90 м. п., 88 ж. п. 

Занятия жителей — земледелие, лесные заработки. Озеро. Часовня, мелочная лавка, экипажная мастерская. 

МАЛЫЙ ОСТРОВОК — деревня Пудрольского общества, дворов — 8, жилых домов — 13, число жителей: 22 м. п., 23 ж. п. 

Занятия жителей — земледелие, лесные заработки. Озеро. Часовня, хлебозапасный магазин. (1910 год)

С 1917 по 1918 год деревни Большой Островок и Малый Островок входили в состав Новинской волости Тихвинского уезда Новгородской губернии. 
С 1918 года в составе Череповецкой губернии.
С 1924 года в составе Прогальской волости.
С 1927 года в составе Новинского сельсовета Тихвинского района.
В 1928 году население деревень Большой Островок и Малый Островок составляло 213 человек.
Согласно карте Ленинградской области Северо-западного аэрогеодезического треста ГГУ издания 1932 года деревня Большой Островок насчитывала 18 крестьянских дворов, смежная с ней Малый Островок — 7 дворов. В последней находилась часовня.
По данным 1933 года деревни Большой Островок и Малый Островок входили в состав Новинского сельсовета.
С 1 января 1950 года деревни Большой Островок и Малый Островок, учитываются областными административными данными, как единая деревня Островок.
В 1958 году население деревни Островок составляло 76 человек.
С 1963 года в составе Горского сельсовета.
По данным 1966, 1973 и 1990 годов деревня Островок также входила в состав Горского сельсовета.
В 1997 году в деревне Островок Горской волости проживали 3 человека, в 2002 году — 6 человек (все русские).
В 2007 году в деревне Островок Горского СП проживали 18 человек, в 2010 году — 5.

## География
Деревня расположена в западной части района на автодороге 41К-893 (подъезд к д. Островок).
Расстояние до административного центра поселения — 7 км.
Расстояние до ближайшей железнодорожной станции Тихвин — 30 км.
К северу от деревни протекает река Нудокса. К западу от деревни находится Островское озеро и Никольское болото.

## Демография
| 1879 | 1910 | 1928 | 1958 | 1997 | 2002 | 2007 |
| ---- | ---- | ---- | ---- | ---- | ---- | ---- |
| 153  | ↗223 | ↘213 | ↘76  | ↘3   | ↗6   | ↗18  |
| 2010 | 2017 |      |      |      |      |      |
| ↘5   | ↗13  |      |      |      |      |      |

### Национальный состав
Согласно данным Всероссийской переписи населения 2021 года в деревне проживали 15 человек, все русские.

## Улицы
Преображенская.